# Liste der Biografien/Pett
Liste der Biografien |
Portal Biografien |
Personensuche
# |
A |
B |
C |
D |
E |
F |
G |
H |
I |
J |
K |
L |
M |
N |
O |
P |
Q |
R |
S |
T |
U |
V |
W |
X |
Y |
Z |
?
 
Pa |
Pc |
Pe |
Pf |
Ph |
Pi |
Pj |
Pk |
Pl |
Pm |
Pn |
Po |
Pr |
Ps |
Pt |
Pu |
Pv |
Pw |
Py
 
Pea |
Peb |
Pec |
Ped |
Pee |
Pef |
Peg |
Peh |
Pei |
Pej |
Pek |
Pel |
Pem |
Pen |
Peo |
Pep |
Peq |
Per |
Pes |
Pet |
Peu |
Pev |
Pew |
Pex |
Pey |
Pez
 
Peta |
Petc |
Pete |
Peth |
Peti |
Petj |
Petk |
Petl |
Petm |
Peto |
Petr |
Pets |
Pett |
Petu |
Petw |
Pety |
Petz
Die Liste der Biografien führt alle Personen auf, die in der deutschsprachigen Wikipedia einen Artikel haben. Dieses ist eine Teilliste mit 224 Einträgen von Personen, deren Namen mit den Buchstaben „Pett“ beginnt.

## Pett
- Pett, Billy (1873–1954), britischer Radrennfahrer
- Pett, Martin (* 1986), deutscher Fußballspieler
- Pett, Norman (1891–1960), englischer Comiczeichner und -autor
- Pett, Oliver (* 1988), englischer Squashspieler

### Petta
- Petta, Marco (1921–2007), italienischer Ordensgeistlicher, Abt von Santa Maria di Grottaferrata
- Pettai, Elmar (1912–2008), estnischer Dichter und Publizist
- Pettai, Jaanus (* 1989), estnischer Squashspieler
- Pettai, Kristjan (* 1990), estnischer Squashspieler
- Pettai, Wladimir Leonidowitsch (1973–2011), russischer Fußballschiedsrichter
- Pettavel, Emmanuel (1836–1910), Schweizer evangelischer Geistlicher und Hochschullehrer
- Pettavel, William (1830–1907), Schweizer evangelischer Geistlicher
- Pettazzi, Giuseppe (1907–2001), italienischer Bauingenieur, Vertreter des Art Deco
- Pettazzoni, Raffaele (1883–1959), italienischer Archäologe und Religionswissenschaftler

### Pette
- Pette, Dirk (1933–2022), deutscher Biochemiker
- Pette, Heinrich (1887–1964), deutscher Neurologe
- Pettenauer, Johann (1902–1985), österreichischer Politiker (SPÖ), Landtagsabgeordneter
- Pettenbeck, Maria († 1619), deutsche Adlige, Begründerin des Adelsgeschlechts der Grafen von Wartenberg
- Pettendorfer, Georg (1858–1945), deutscher Fotograf
- Pettendorfer, Johannes († 1533), deutscher Geistlicher
- Pettenella, Giovanni (1943–2010), italienischer Radsportler
- Pettengill, Gordon (1926–2021), US-amerikanischer Radioastronom
- Pettengill, Samuel B. (1886–1974), US-amerikanischer Politiker
- Pettenkofen, August von (1822–1889), österreichischer Maler und Illustrator
- Pettenkofer, Franz Xaver (1783–1850), deutscher Apotheker
- Pettenkofer, Max von (1818–1901), deutscher Chemiker und HygienikerMax von Pettenkofer (1818–1901)

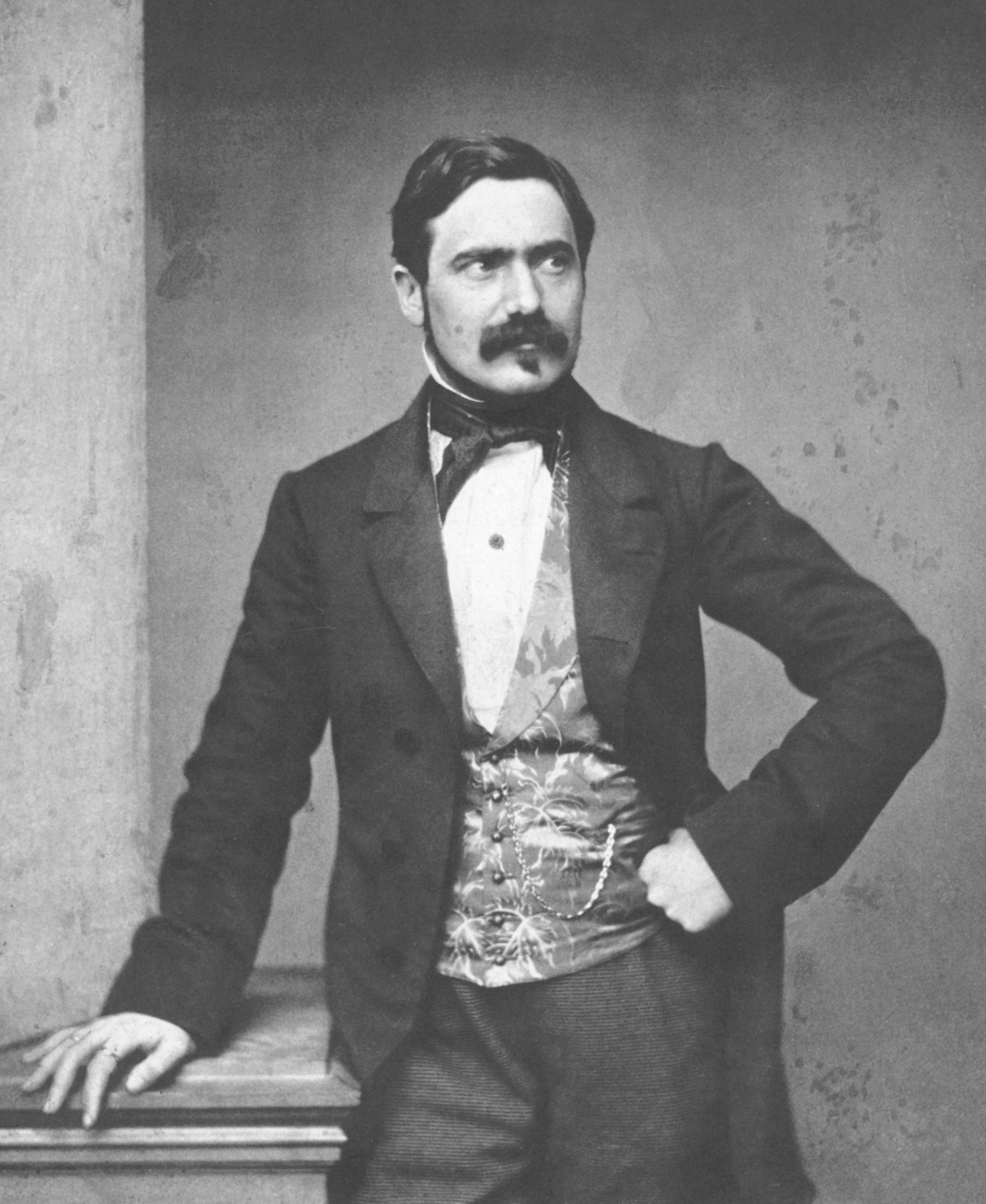
Max von Pettenkofer (1818–1901)

- Petter (* 1974), schwedischer Rapper
- Petter, Alexander (1832–1905), Direktor des Salzburger Museums
- Petter, Anton (1781–1858), österreichischer Maler
- Petter, Charles (1880–1953), Schweizer Waffenkonstrukteur
- Petter, Francis (1923–2012), französischer Mammaloge und Paläontologe
- Petter, Frank Arjava (* 1960), deutscher Schriftsteller, Dichter, Reiki-Lehrer und Seminarleiter
- Petter, Franz Xaver (1791–1866), österreichischer Blumenmaler
- Petter, Isabelle (* 2000), britische Hockeyspielerin
- Petter, Mario (* 1992), österreichischer Fußballspieler
- Petter, Theodor (1822–1872), österreichischer Maler
- Petter, William Edward Willoughby (1908–1968), englischer Luftfahrtingenieur
- Petter, Willy, österreichischer Eiskunstläufer
- Petterini, Filippo (* 1980), italienischer Fußballspieler
- Petters, Adolf (1894–1952), sudetendeutscher Konzert- und Kabarettpianist
- Petters, Andreas (* 1961), deutscher Politiker (CDU), MdL
- Petters, Eva (* 1971), österreichische Balletttänzerin
- Petters, Heinrich (1806–1884), deutscher Bildhauer
- Petters, Heinz (1932–2018), österreichischer SchauspielerHeinz Petters (1932–2018)

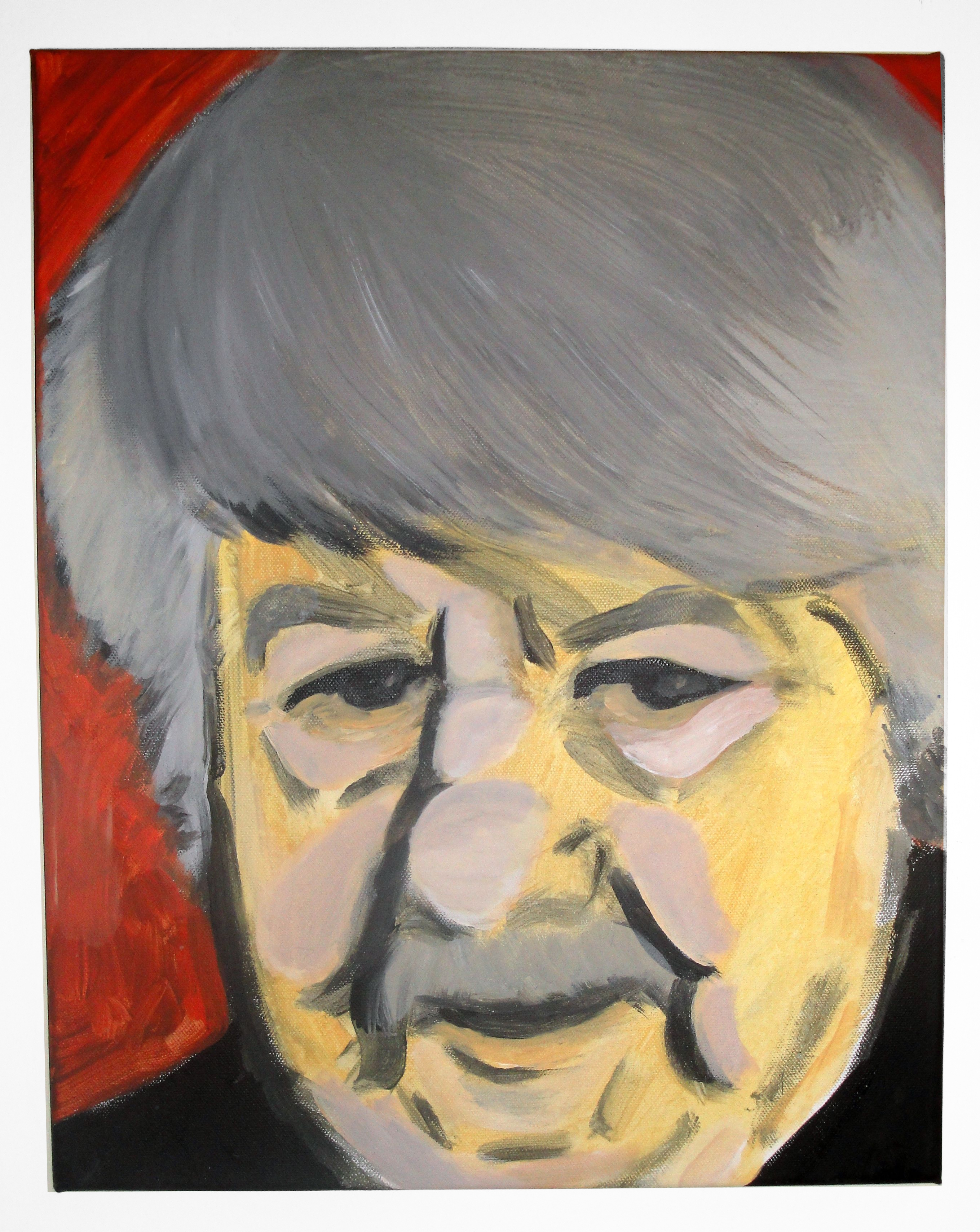
Heinz Petters (1932–2018)

- Pettersen, Atle (* 1989), norwegischer Sänger, Songwriter und Moderator
- Pettersen, Bård Inge (* 1973), norwegischer Beachvolleyballspieler
- Pettersen, Bjarne (1891–1983), norwegischer Turner
- Pettersen, Bjarne (1907–1975), norwegischer Fußballspieler
- Pettersen, Brit (* 1961), norwegische Skilangläuferin
- Pettersen, Brittany (* 1981), US-amerikanische PolitikerinBrittany Pettersen (* 1981)

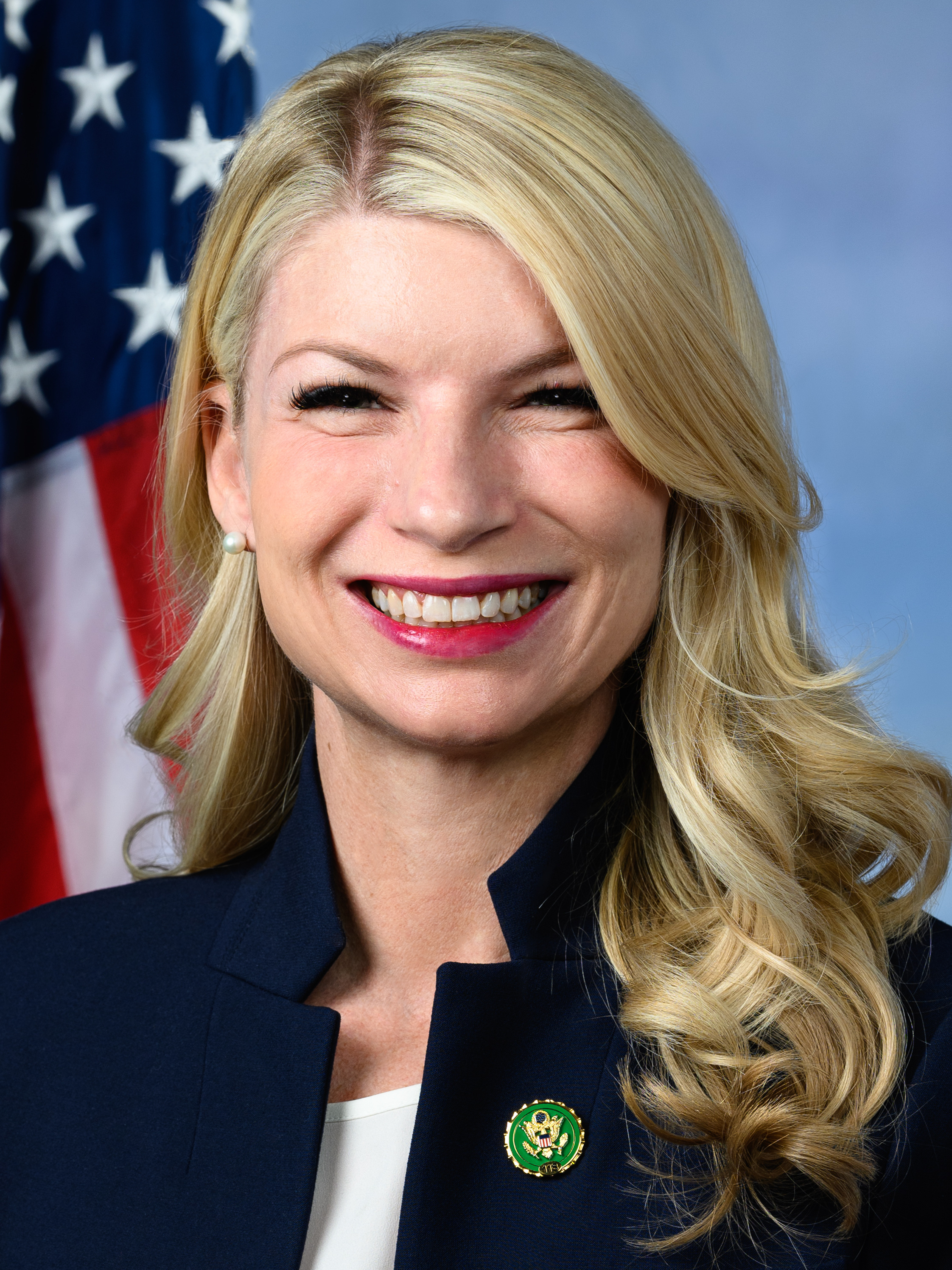
Brittany Pettersen (* 1981)

- Pettersen, Eleanore (1916–2003), amerikanische Architektin
- Pettersen, Erling (* 1950), norwegischer Geistlicher, Bischof von Stavanger
- Pettersen, Guro (* 1991), norwegische Fußballtorhüterin
- Pettersen, Jakob Martin (1899–1970), norwegischer Politiker (Arbeiterpartei), Storting-Mitglied und Verkehrsminister
- Pettersen, Josefine Frida (* 1996), norwegische Schauspielerin
- Pettersen, Karl (1826–1890), norwegischer Geologe
- Pettersen, Kjellaug (1934–2012), norwegische Regierungsbeamtin und Frauenrechtlerin
- Pettersén, Kurt (1916–1957), schwedischer Ringer
- Pettersen, Mads Sjøgård (* 1984), norwegischer Film- und Theaterschauspieler
- Pettersen, Marianne (* 1975), norwegische Fußballspielerin
- Pettersen, Oddrunn (1937–2002), norwegische Politikerin
- Pettersen, Øystein (* 1983), norwegischer Skilangläufer
- Pettersen, Sigurd (* 1980), norwegischer Skispringer
- Pettersen, Simen Holand (* 1998), norwegischer Handballspieler
- Pettersen, Sindre (* 1996), norwegischer Biathlet
- Pettersen, Siri (* 1971), norwegische Schriftstellerin und Comicautorin
- Pettersen, Sissel Vera (* 1977), norwegische Jazzmusikerin und bildende Künstlerin
- Pettersen, Susanne (* 1996), norwegische Handball- und Beachhandballspielerin
- Pettersen, Tage (* 1972), norwegischer Politiker
- Petterson, Pelle (* 1932), schwedischer Segler
- Petterson, Per (* 1952), norwegischer Schriftsteller
- Petterssen, Sverre (1898–1974), norwegischer Meteorologe
- Pettersson, Allan (1911–1980), schwedischer Komponist und Bratschist
- Pettersson, Allan Rune (1936–2018), schwedischer Autor
- Pettersson, Amy, schwedische Badmintonspielerin
- Pettersson, Betty (1838–1885), schwedische Gymnasiallehrerin
- Pettersson, Carl (1875–1937), schwedischer Seefahrer und AuswandererCarl Pettersson (1875–1937)

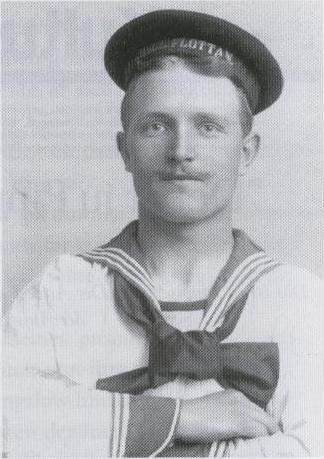
Carl Pettersson (1875–1937)

- Pettersson, Carl (* 1977), schwedischer Berufsgolfer
- Pettersson, Carl Axel (1874–1962), schwedischer Curler
- Pettersson, Christer (1947–2004), schwedischer Hauptverdächtiger der Ermordung des schwedischen Ministerpräsidenten Olof Palme
- Pettersson, Dan (* 1963), schwedischer Schauspieler
- Pettersson, Daniel (* 1992), schwedischer Handballspieler
- Pettersson, David (* 1994), schwedischer Volleyballspieler
- Pettersson, Elias (* 1998), schwedischer Eishockeyspieler
- Pettersson, Erik (1890–1975), schwedischer Gewichtheber
- Pettersson, Erik (* 1944), schwedischer Radrennfahrer
- Pettersson, Fredric (* 1989), schwedischer Handballspieler
- Pettersson, Fredrik (* 1987), schwedischer Eishockeyspieler
- Pettersson, Göran (* 1961), schwedischer Gewichtheber
- Pettersson, Gösta (* 1940), schwedischer Radrennfahrer
- Pettersson, Göta (1926–1993), schwedische Turnerin
- Pettersson, Hans (1888–1966), schwedischer Physiker und Ozeanograph
- Pettersson, Hjalmar (1906–2003), schwedischer Radrennfahrer
- Pettersson, Ingvar (1926–1996), schwedischer Leichtathlet
- Pettersson, Johan (1884–1952), finnischer Leichtathlet
- Pettersson, Jörgen (* 1956), schwedischer Eishockeyspieler
- Pettersson, Jörgen (* 1975), schwedischer Fußballspieler
- Pettersson, Kjell (* 1947), schwedischer Fußballtrainer
- Pettersson, Lars (1925–1971), schwedischer Eishockeyspieler
- Pettersson, Lars-Gunnar (* 1960), schwedischer Eishockeyspieler
- Pettersson, Lennart (* 1951), schwedischer Pentathlet
- Pettersson, Marcus (* 1996), schwedischer Eishockeyspieler
- Pettersson, Michael (* 1976), schwedischer Handballspieler
- Pettersson, Otto (1848–1941), schwedischer Ozeanograph und Chemiker
- Pettersson, Rolf, schwedischer Orientierungsläufer
- Pettersson, Ronald (1935–2010), schwedischer Eishockeyspieler und -trainer sowie Fußballspieler
- Pettersson, Ronney (1940–2022), schwedischer Fußballspieler
- Pettersson, S. J., US-amerikanischer Komponist und Musikpädagoge schwedischer Herkunft
- Pettersson, Simon (* 1994), schwedischer Leichtathlet
- Pettersson, Sofia (* 1970), schwedische Jazzmusikerin (Gesang, Komposition)
- Pettersson, Stefan (* 1963), schwedischer Fußballspieler
- Pettersson, Sten (1902–1984), schwedischer Leichtathlet
- Pettersson, Stig (* 1935), schwedischer Leichtathlet
- Pettersson, Sture (1942–1983), schwedischer Radrennfahrer
- Pettersson, Sven (1927–2017), schwedischer Skispringer
- Pettersson, Sven (1933–2008), schwedischer Hand- und Fußballspieler
- Pettersson, Thage (1922–2009), schwedischer Kugelstoßer
- Pettersson, Timmy (* 1977), schwedischer Eishockeyspieler
- Pettersson, Tom (* 1990), schwedischer Fußballspieler
- Pettersson, Tomas (* 1947), schwedischer Radrennfahrer
- Pettersson, Ture Håkan (1949–2008), schwedischer Eishockeyspieler
- Pettersson, Wivan (1904–1976), schwedische Schwimmerin
- Pettersson-Colling, Ann-Sofi (* 1932), schwedische Turnerin
- Pettet, Joanna (* 1942), britische Schauspielerin
- Pettett, Sue (* 1956), britische Sprinterin

### Petti
- Petti, Luisa (* 1987), italienische Elektrotechnikerin und Hochschullehrerin
- Pettibon, Raymond (* 1957), US-amerikanischer Künstler
- Pettibone, Augustus Herman (1835–1918), US-amerikanischer Politiker
- Pettibone, Shep (* 1959), US-amerikanischer Musikproduzent, Songwriter und Club-DJ
- Pettie, Donald (1927–2017), kanadischer Sprinter
- Pettie, John (1839–1893), schottischer Maler und Illustrator
- Pettiet, Christopher (1976–2000), US-amerikanischer Filmschauspieler und Sportler
- Pettifor, Ann, britisch-südafrikanische Ökonomin
- Pettiford, Ira († 1982), US-amerikanischer Jazz-Musiker
- Pettiford, Oscar (1922–1960), US-amerikanischer Musiker
- Pettiford, Valarie (* 1960), US-amerikanische Schauspielerin, Musicaldarstellerin, Sängerin und TänzerinValarie Pettiford (* 1960)

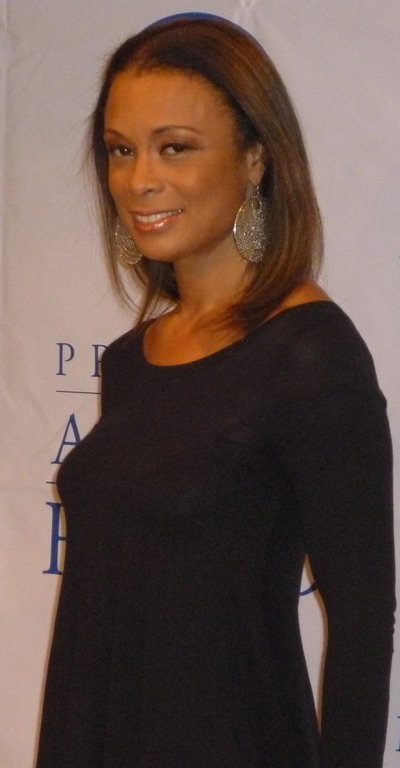
Valarie Pettiford (* 1960)

- Pettigrew, Andrew (* 1944), britischer Soziologe
- Pettigrew, Antonio (1967–2010), US-amerikanischer Sprinter
- Pettigrew, Brandon (* 1985), US-amerikanischer American-Football-Spieler
- Pettigrew, Charles (1963–2001), US-amerikanischer Sänger
- Pettigrew, Ebenezer (1783–1848), US-amerikanischer Politiker
- Pettigrew, James Johnston (1828–1863), konföderierter Brigademajor im amerikanischen Sezessionskrieg
- Pettigrew, Richard F. (1848–1926), US-amerikanischer Politiker
- Pettijohn, Francis John (1904–1999), US-amerikanischer Sedimentologe
- Pettina, Claudio (* 1959), italienischer Radrennfahrer
- Pettinari, Daniele (1943–2021), italienischer Fotograf, Filmregisseur und Drehbuchautor
- Pettinari, Leonardo (* 1973), italienischer Ruderer
- Pettinato, Giovanni (1934–2011), italienischer Altorientalist
- Pettine, Giovanni (1883–1973), italienischer Stummfilmregisseur und Produktionsleiter
- Pettinen, Tomi (* 1977), finnischer Eishockeyspieler
- Pettinger, Gord (1911–1986), kanadischer Eishockeyspieler
- Pettinger, Jürgen (* 1976), österreichischer Fernsehjournalist und Buchautor
- Pettinger, Matt (* 1980), kanadischer Eishockeyspieler
- Pettinger, Rosi (* 1933), deutsche Eiskunstläuferin
- Pettinicchio, Umberto (* 1943), italienischer Maler und Bildhauer
- Pettipas, Gérard (* 1950), kanadischer Geistlicher, Erzbischof von Grouard-McLennan
- Pettirossi, Silvio (1887–1916), paraguayischer Pilot und Luftfahrtpionier
- Pettis, Alabama Junior (1935–1988), US-amerikanischer Bluesgitarrist
- Pettis, Anthony (* 1987), US-amerikanischer Mixed Martial ArtistAnthony Pettis (* 1987)

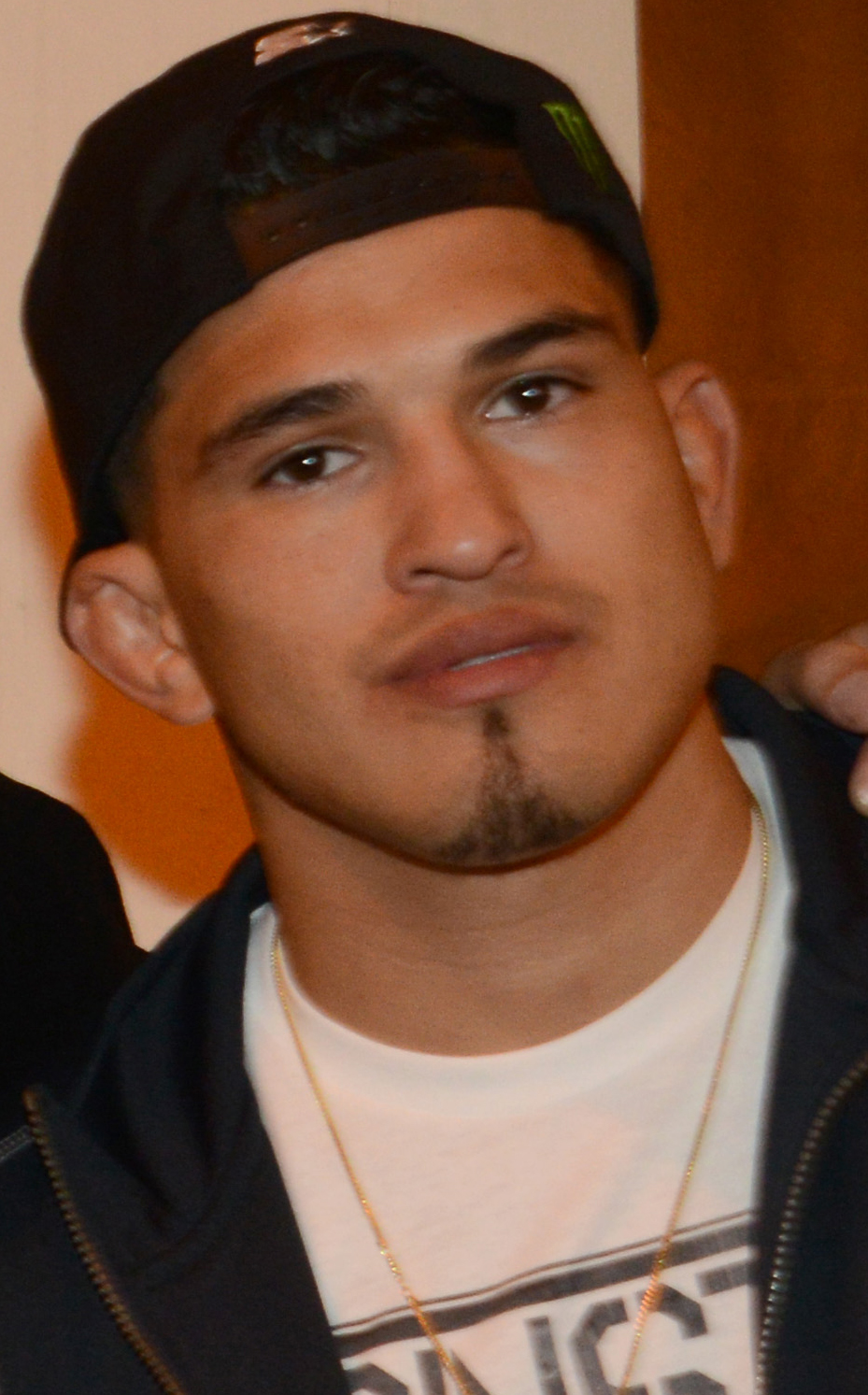
Anthony Pettis (* 1987)

- Pettis, Billy James (1913–1979), US-amerikanischer Mathematiker
- Pettis, Dante (* 1995), US-amerikanischer American-Football-Spieler
- Pettis, Jack (1902–1963), US-amerikanischer Jazzmusiker (Tenorsaxofonist und Klarinettist)
- Pettis, Jerry (1916–1975), US-amerikanischer Politiker
- Pettis, Madison (* 1998), US-amerikanische SchauspielerinMadison Pettis (* 1998)

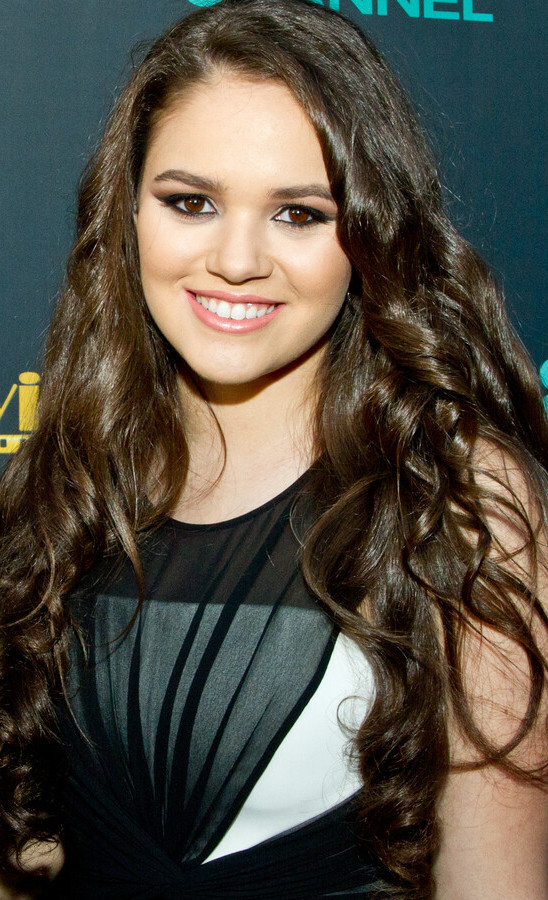
Madison Pettis (* 1998)

- Pettis, Shirley Neil (1924–2016), US-amerikanische Politikerin
- Pettis, Solomon Newton (1827–1900), US-amerikanischer Politiker
- Pettis, Spencer Darwin (1802–1831), US-amerikanischer Politiker
- Pettit, Bob (* 1932), US-amerikanischer Basketballspieler
- Pettit, Charles (1736–1806), US-amerikanischer Politiker
- Pettit, Dodie (* 1950), US-amerikanische Singer-Songwriterin und Balletttänzerin
- Pettit, Donald (* 1955), US-amerikanischer Astronaut
- Pettit, Edison (1889–1962), US-amerikanischer Astronom
- Pettit, James (* 1956), US-amerikanischer Diplomat
- Pettit, John (1807–1877), US-amerikanischer Jurist und Politiker
- Pettit, John U. (1820–1881), US-amerikanischer Politiker
- Pettit, Milton H. (1835–1873), US-amerikanischer Politiker
- Pettit, Nancy (* 1953), US-amerikanische Diplomatin
- Pettit, Philip (* 1945), irischer Philosoph und PolitikwissenschaftlerPhilip Pettit (* 1945)

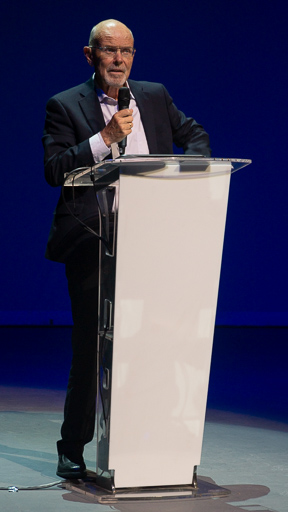
Philip Pettit (* 1945)

- Pettiti, Louis-Edmond (1916–1998), französischer Jurist, Richter am Europäischen Gerichtshof für Menschenrechte
- Pettitt, Henry (1848–1893), englischer Schauspieler und Schriftsteller
- Pettitt, Paul, britischer Paläolithiker
- Pettitt, Tom (1859–1946), britischer Jeu-de-Paume-Spieler
- Pettitte, Andy (* 1972), US-amerikanischer Baseballspieler

### Pettk
- Pettke, Jennifer (* 1989), deutsche Volleyballspielerin
- Pettke, Oliver (* 1975), deutscher Squashspieler und Squashtrainer
- Pettke, Sabine (1939–2022), deutsche Theologin
- Pettkó-Szandtner, Tibor von (1886–1961), ungarischer Pferdezüchter

### Pettm
- Pettman, Stuart (* 1975), englischer Snookerspieler

### Petto
- Petto († 820), Benediktiner, zweiter Abt des Klosters Schäftlarn sowie Bischof von Langres
- Petto, Tomasso (1879–1905), US-amerikanischer Mobster
- Pettolaz, Pierre Léon (1765–1811), Schweizer Politiker und Autor
- Pettoletti, Pietro, italienischer Gitarrist und Komponist
- Pettorelli, Nathalie (* 1976), französische Ökologin
- Pettorossi, Diego (* 1997), italienischer Sprinter
- Pettoruti, Emilio (1892–1971), argentinischer Maler

### Pettr
- Pettrich, Ferdinand (1798–1872), deutscher Bildhauer
- Pettrich, Franz (1770–1844), deutscher Bildhauer

### Petts
- Pettschacher, Benedict (1634–1701), österreichischer Benediktiner, Hochschullehrer und Rektor

### Pettu
- Pettus, Edmund (1821–1907), US-amerikanischer Politiker
- Pettus, Evan L., US-amerikanischer Offizier, Generalleutnant der US Air Force
- Pettus, John J. (1813–1867), US-amerikanischer Politiker (Demokratische Partei)

### Pettw
- Pettway, Vincent (* 1965), US-amerikanischer Boxer im Halbmittelgewicht und Weltmeister der IBF

### Petty
- Petty, Adam (1980–2000), US-amerikanischer Rennfahrer
- Petty, Angie (* 1991), neuseeländische Mittelstreckenläuferin
- Petty, George (1894–1975), US-amerikanischer Zeichner und Illustrator
- Petty, Gregory (* 1993), US-amerikanischer Volleyballspieler
- Petty, Kerrin (* 1970), US-amerikanisch-schwedische Skilangläuferin
- Petty, Kyle (* 1960), US-amerikanischer NASCAR-RennfahrerKyle Petty (* 1960)

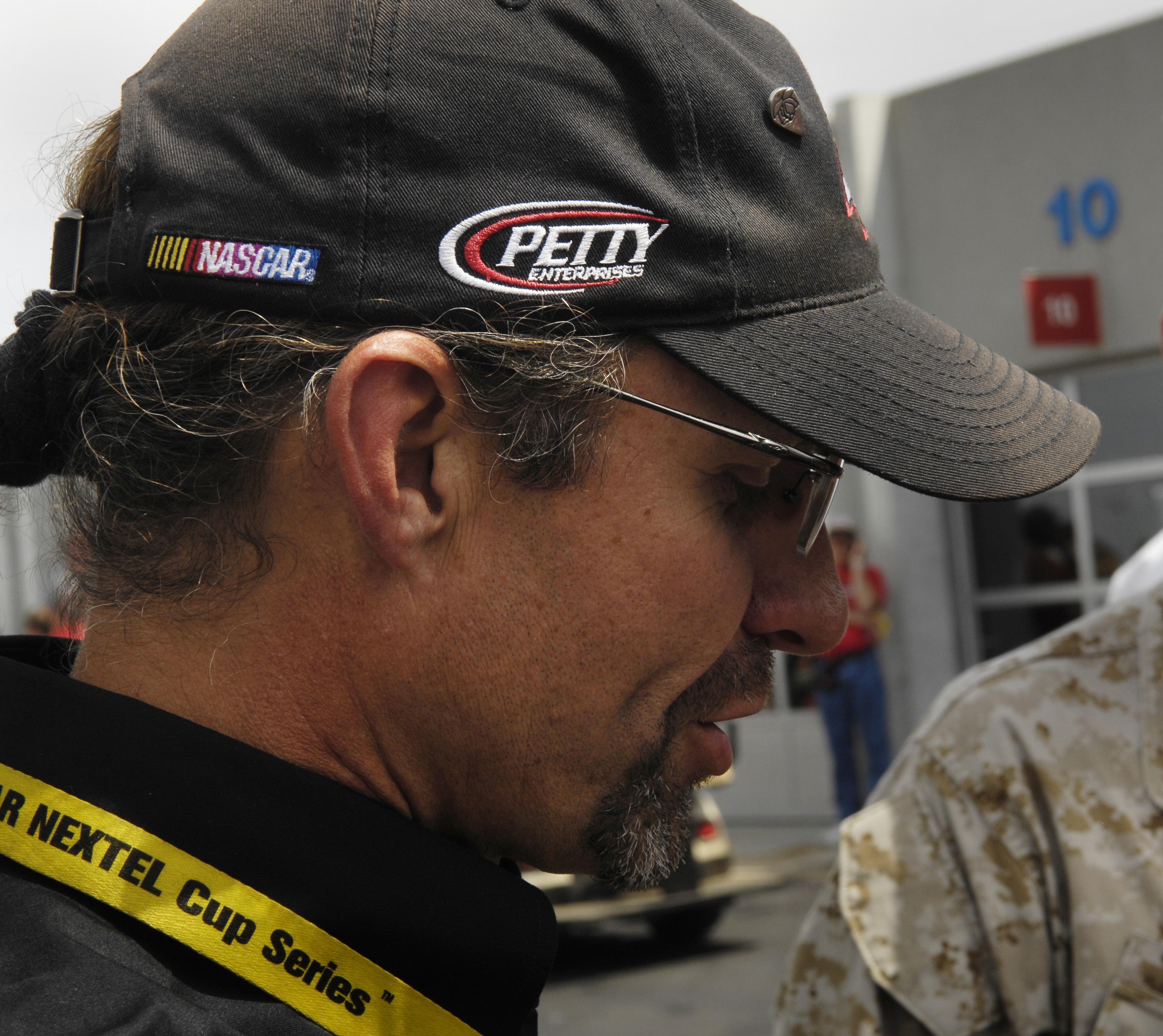
Kyle Petty (* 1960)

- Petty, Lee (1914–2000), US-amerikanischer Automobilrennfahrer
- Petty, Lori (* 1963), US-amerikanische Schauspielerin
- Petty, Norman (1927–1984), US-amerikanischer Musiker, Komponist und Produzent
- Petty, Richard (* 1937), US-amerikanischer NASCAR-Rennfahrer, Teambesitzer und Motorsportkommentator
- Petty, Richard E. (* 1951), US-amerikanischer Psychologe und Hochschullehrer
- Petty, Tom (1950–2017), US-amerikanischer MusikerTom Petty (1950–2017)

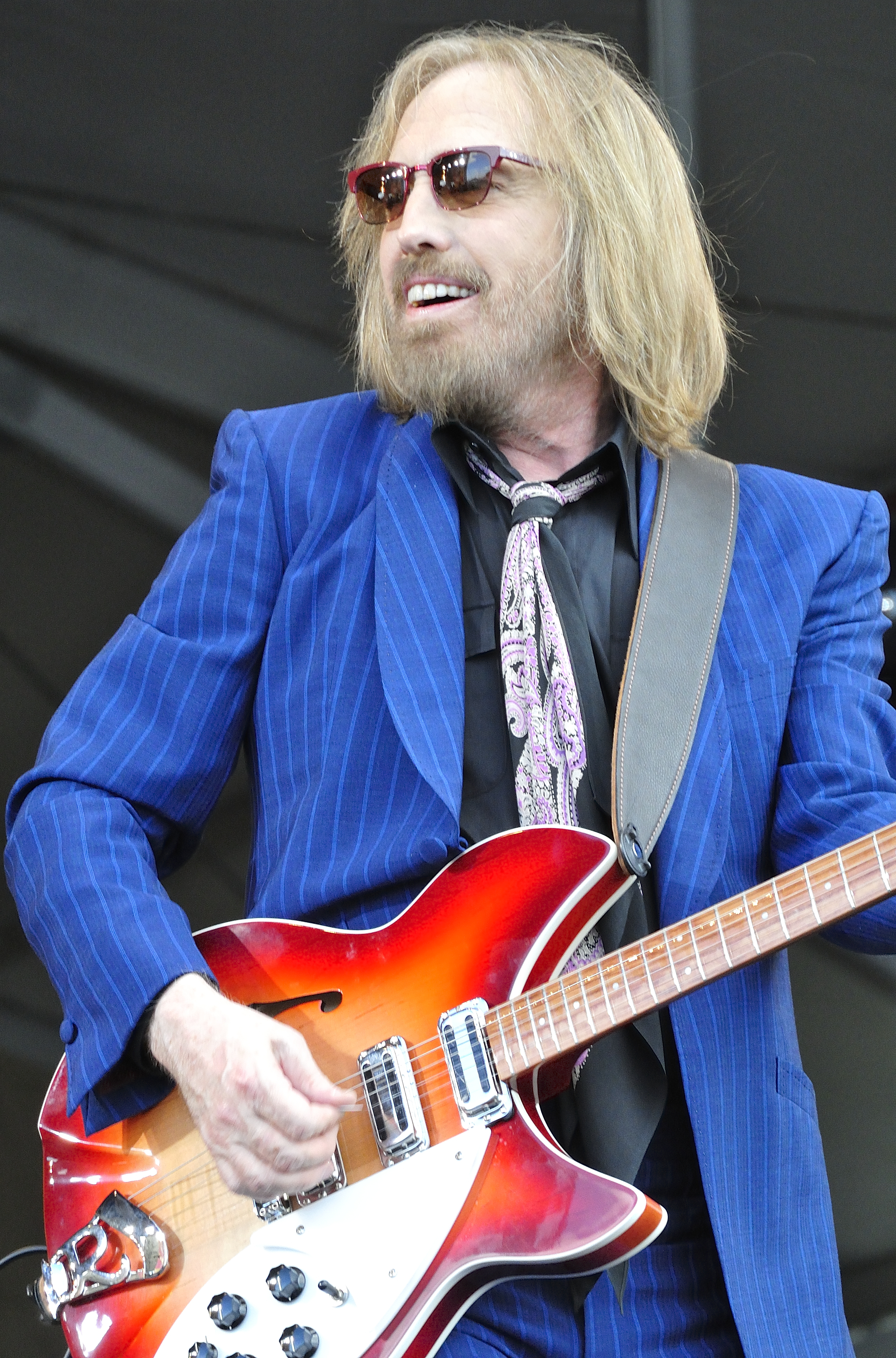
Tom Petty (1950–2017)

- Petty, William (1623–1687), britischer Ökonom, Wissenschaftler Statistiker und Philosoph
- Petty, William, 2. Earl of Shelburne (1737–1805), britischer Staatsmann und britischer Premierminister
- Petty-Fitzmaurice, Charles, 7. Marquess of Lansdowne (1917–1944), britischer Adeliger, Mitglied des House of Lords (1936–1944)
- Petty-Fitzmaurice, Charles, 9. Marquess of Lansdowne (* 1941), britischer Peer und Vice-Lord Lieutenant of Wiltshire
- Petty-Fitzmaurice, Emily, 8. Lady Nairne (1819–1895), britische Peeress
- Petty-FitzMaurice, George, 8. Marquess of Lansdowne (1912–1999), britischer Politiker, Peer
- Petty-Fitzmaurice, Henry, 3. Marquess of Lansdowne (1780–1863), britischer Staatsmann
- Petty-FitzMaurice, Henry, 5. Marquess of Lansdowne (1845–1927), britischer Außenminister
- Pettyfer, Alex (* 1990), britischer Schauspieler und Model
- Pettyjohn, Angelique (1943–1992), US-amerikanische Schauspielerin und Burlesque-Königin
- Pettyjohn, Jade (* 2000), US-amerikanische Schauspielerin